# Chitra Soman
Pour les articles homonymes, voir Soman (homonymie).
Chitra K. Soman (née le 10 juillet 1983) est une athlète indienne spécialiste du 400 mètres. Elle remporte la médaille d'or aux championnats d'Asie en 2007.

## Biographie
En 2004, elle porte son record personnel sur 400 m à 51 s 30.

### Palmarès
| Date | Compétition         | Lieu  | Résultat | Épreuve | Performance |
| ---- | ------------------- | ----- | -------- | ------- | ----------- |
| 2007 | Championnats d'Asie | Amman | 1re      | 400 m   | 53 s 01     |